# 里考爾特 (昆迪納馬卡省)

里考爾特（西班牙語：Ricaurte），是哥倫比亞的城鎮，位於該國中部昆迪納馬卡省，距離首都波哥大128公里，面積130平方公里，海拔高度288米，始建於1857年12月4日，2005年人口7,990，人口密度每平方公里59人。
4°16′45″N 74°46′22″W / 4.27917°N 74.77278°W